# Coupe des Alpes 1971 (Rallye)
La Coupe des Alpes 1971 (31e Coupe des Alpes), disputée du 22 au 26 juin 1971, est la quinzième manche du Championnat international des marques (IRC) courue depuis 1970 et la huitième manche du Championnat international des marques 1971. Le nombre de participants (moins de cinquante équipages au départ) fut insuffisant pour que les points soient attribués.

## Classement général
| Pos | No | Pilote                | Copilote                | Voiture                | Temps              | Écart               | Groupe |
| --- | -- | --------------------- | ----------------------- | ---------------------- | ------------------ | ------------------- | ------ |
| 1   | 24 | Bernard Darniche      | Alain Mahé              | Alpine A110 1600 S     | 14 h 55 min 13 s 3 |                     | 4      |
| 2   | 22 | Jean Vinatier         | Lucette Pointet         | Alpine A110 1600 S     | 15 h 06 min 10 s 8 | + 10 min 57 s 5     | 4      |
| 3   | 14 | Jean-François Piot    | Jim Porter              | Ford Escort RS1600     | 15 h 39 min 49 s 6 | + 44 min 36 s 3     | 2      |
| 4   | 18 | René Trautmann        | Philippe Leyssieux      | Lancia Fulvia coupé HF | 15 h 56 min 30 s 5 | + 1 h 01 min 17 s 2 | 4      |
| 5   | 12 | Jacques Henry         | Etienne Grobot          | Alpine A110 1600 S     | 16 h 52 min 01 s 8 | + 1 h 56 min 48 s 5 | 3      |
| 6   | 31 | Jean-Claude Gamet     | Michel Gamet            | Opel Kadett Rallye     | 17 h 22 min 27 s 9 | + 2 h 27 min 14 s 6 | 1      |
| 7   | 30 | «Gédéhem»             | Vincent Laverne         | Porsche 911 S          | 17 h 35 min 10 s 0 | + 2 h 39 min 56 s 7 | 3      |
| 8   | 33 | Thierry Sabine        | Bernard Surre           | Ford Capri 2300 GT     | 17 h 37 min 22 s 8 | + 2 h 42 min 09 s 5 | 1      |
| 9   | 16 | Marie-Claude Beaumont | Martine de la Grandrive | Opel Ascona SR         | 17 h 51 min 25 s 1 | + 2 h 56 min 11 s 8 | 1      |
| 10  | 21 | Henri Greder          | Marie-Madeleine Fouquet | Opel Commodore         | 18 h 18 min 25 s 3 | + 3 h 23 min 12 s 0 | 2      |